# Donnellsmithia silvicola
Donnellsmithia silvicola là một loài thực vật có hoa trong họ Hoa tán. Loài này được Constance & Bye mô tả khoa học đầu tiên năm 1976.